# Zwevegem
Zwevegem är en kommun i provinsen Västflandern i regionen Flandern i Belgien. Zwevegem hade 24 853 invånare per 1 januari 2021.